# Cua de ventall
Els cues de ventall (Rhipidura) són un gènere d'ocells de la família dels ripidúrids (Rhipiduridae). Aquests petits ocells insectívors viuen a l'Àsia meridional i Australàsia. La major part de les espècies fan 15 – 18 cm de llargària. Són especialistes a alimentar-se en vol. L'espècie Rhipidura leucophrys és una mica més grossa i encara que és capaç de caçar en vol, s'alimenta bàsicament en terra.

## Taxonomia
Segons la classificació de Congrés Ornitològic Internacional, versió 13.2, 2023 aquest gènere està format per 51 espècies:
- Rhipidura superciliaris - cua de ventall blau de Mindanao.
- Rhipidura samarensis - cua de ventall blau de les Visayes.
- Rhipidura cyaniceps - cua de ventall capblau.
- Rhipidura sauli - cua de ventall de Tablas.
- Rhipidura albiventris - cua de ventall de les Visayes.
- Rhipidura albicollis - cua de ventall gorjablanc.
- Rhipidura albogularis - cua de ventall de l'Índia.
- Rhipidura euryura - cua de ventall ventreblanc.
- Rhipidura aureola - cua de ventall cellablanc.
- Rhipidura javanica - cua de ventall d'Indonèsia.
- Rhipidura nigritorquis - cua de ventall de les Filipines.
- Rhipidura perlata - cua de ventall perlat.
- Rhipidura leucophrys - cua de ventall australià.
- Rhipidura diluta - cua de ventall capbrú.
- Rhipidura fuscorufa - cua de ventall ala-rogenc.
- Rhipidura rufiventris - cua de ventall septentrional.
- Rhipidura kordensis - cua de ventall de Biak.
- Rhipidura cockerelli - cua de ventall de Cockerell.
- Rhipidura threnothorax - cua de ventall de matollar.
- Rhipidura maculipectus - cua de ventall maculat.
- Rhipidura leucothorax - cua de ventall pitblanc.
- Rhipidura atra - cua de ventall negre.
- Rhipidura hyperythra - cua de ventall ventre-rogenc.
- Rhipidura albolimbata - cua de ventall confiat.
- Rhipidura albiscapa - cua de ventall gris.
- Rhipidura fuliginosa - cua de ventall de Nova Zelanda.
- Rhipidura phasiana - cua de ventall de manglar.
- Rhipidura drownei - cua de ventall bru.
- Rhipidura tenebrosa - cua de ventall fosc.
- Rhipidura rennelliana - cua de ventall de l'illa de Rennell.
- Rhipidura verreauxi - cua de ventall ratllat.
- Rhipidura personata - cua de ventall de Kadavu.
- Rhipidura nebulosa - cua de ventall de les Samoa.
- Rhipidura phoenicura - cua de ventall cua-roig.
- Rhipidura nigrocinnamomea - cua de ventall capnegre.
- Rhipidura brachyrhyncha - cua de ventall dimorf.
- Rhipidura lepida - cua de ventall de les Palau.
- Rhipidura dedemi - cua de ventall de van Dedem.
- Rhipidura superflua - cua de ventall muntanyenc de Buru.
- Rhipidura teysmanni - cua de ventall de Sulawesi.
- Rhipidura habibiei - cua de ventall de Peleng.
- Rhipidura sulaensis - cua de ventall de Taliabu.
- Rhipidura opistherythra - cua de ventall de les Tanimbar.
- Rhipidura rufidorsa - cua de ventall dorsi-rogenc.
- Rhipidura dahli - cua de ventall de les Bismarck.
- Rhipidura matthiae - cua de ventall de Mussau.
- Rhipidura malaitae - cua de ventall de Malaita.
- Rhipidura semirubra - cua de ventall de Manus.
- Rhipidura rufifrons - cua de ventall rogenc.
- Rhipidura kubaryi - cua de ventall de Pohnpei.
- Rhipidura dryas - cua de ventall d'Arafura.